# Luigi Filippo D’Amico
Luigi Filippo D’Amico (* 9. Oktober 1924 in Rom; † 28. April 2007 ebenda) war ein italienischer Drehbuchautor und Filmregisseur.

## Leben
D’Amico, ein Nachkomme des großen Theaterkritikers Silvio D’Amico, war seit seiner Jugend ebenfalls als Kritiker für die darstellende Kunst tätig, wandte sich aber dem Bereich des Filmes zu. Dafür benutzte er, wie auch zu Beginn seiner Phase als Regieassistent das Pseudonym „Filippo Mercati“. Von 1946 bis 1955 war er helfend und als Drehbuchautor für Regisseure wie Marcello Pagliero, Alberto Lattuada und Luchino Visconti tätig und wechselte dann selbst auf den Regiestuhl.
Sein Erstlingswerk Bravissimo zeigte Alberto Sordi in einer originellen Komödie und wurde von verhältnismäßig wenigen Werken in den Jahren bis 1975 gefolgt, die meist leichten Themen und Genres zuzuordnen sind. Danach arbeitete er noch einige Male für das Fernsehen. Unter seinen Arbeiten, zu denen er fast ausnahmslos auch die Bücher geschrieben hatte, ragen die Beiträge zu den Episodenfilmen I complessi und I nostri mariti heraus.
2006 nahm er an einem mehrstündigen Radioprojekt zu Ehren Luigi Pirandellos, über den er bereits 1968 eine Fernsehserie Die Welt des Pirandello gedreht hatte, u. a. als Interviewpartner teil.

## Filmografie (Auswahl)

### Regie
- 1955: Der Wunderknabe (Bravissimo)
- 1960: Akiko
- 1965: Einmal zu wenig, einmal zu viel (I complessi) (1 Episode)
- 1966: Unsere Ehemänner (I nostri mariti) (1 Episode)

### Darsteller
- 1951: Bellissima